# 韓国法
韓国法（かんこくほう）では、大韓民国（韓国）の法制度の概要について論じる。大陸法の制度であり、その基礎を大韓民国憲法に置いている。

## 歴史

### 前史
大韓帝国において行政機関とは別個の司法機関が設けられたのは、甲午改革（1894年）及び乙未改革（1895年）によるものが最初であった。その後、韓国併合及び光復（日本からの独立）を経ることとなる。

### 大韓民国における歴史
光復後、大韓民国においては、大韓民国第一共和国憲法の導入と独立国家としての大韓民国の組織化に至った。大韓民国が存在している間に、憲法は何度か修正され、あるいは改正された。直近の改正は1987年の第六共和国創始時になされたものである。
法院組織法は、1949年9月26日に議会を通過し、大韓民国における3層の独立した司法制度を正式に創設した。
1987年の憲法改正は、判事が弾劾、犯罪行為又は無能を除くいかなる理由であれ免職されることはない旨を保証した。これに加えて、1987年憲法は第103条で正式に司法の独立を条文化した。同条は、「判事は、その良心に従い、憲法及び法に適合した判断を独立して行う。」と規定している。
司法の独立を新たに保証したことに加えて、1987年憲法は、憲法裁判所を設立し、大韓民国は初めて合憲性審査のための活動組織を得ることになった。

## 司法制度
大韓民国の司法制度は大法院、憲法裁判所、6か所の高等法院、18か所の地方法院、並びに家庭法院及び行政法院のような専門的管轄を有するいくつかの法院からなる。これに加えて、地方法院の支院や、これと同様に市郡法院を設立することができる。大韓民国の法院は大韓民国憲法第5章及び第6章において組織され、授権されている。
大韓民国の司法制度には、陪審制や参審制は存在しなかったが2008年から陪審員が刑事訴訟に関与する国民参与裁判が導入された。
司法制度の階層としては、三審制を採用している。審級管轄は、民事事件及び刑事事件のうち、単独事件については地方法院単独判事→地方法院合議部（控訴部）→大法院の順であり、合議事件については地方法院合議部→高等法院→大法院の順である。行政事件については、行政法院→高等法院→大法院の順である。特許審判院の審決等に対する不服事件については、特許法院→大法院の順である。軍事事件については、普通軍事法院→高等軍事法院→大法院の順である。

### 市郡法院
日本では簡易裁判所にあたる
市郡法院は、争われる金額が2,000万ウォンを超えない小規模な訴訟事件、又は量刑の上限が30日の拘留若しくは20万ウォンを超えない罰金であるような軽罪の即決審判といった、比較的軽微な事件について第一審裁判権のみを行使する。現在、大韓民国には103か所の市郡法院がある。

### 地方法院
日本では地方裁判所にあたる
18か所の地方法院は、ほとんどの民事及び刑事事件についての第一審裁判権を有する。これに加えて、地方法院控訴合議部が、地方法院又は市郡法院の単独判事が裁判をした事件について、控訴裁判権を行使することがある。ほとんどの事件において、単独判事が事件を審理し、判決を下すが、特に重要な又は深刻な事件は、3人の判事による合議体が事件を審理し、裁判を下すことがある。控訴合議部も、3人の地方法院判事で構成される。

#### 支院
日本では地方裁判所の支部にあたる
支院は、地方法院の下に組織され、その一部とみなされるが、管轄区域は本院と独立している。支院は、地方法院とほとんど同様の機能を有するが、上訴審の機能は有しない。現在、大韓民国には40か所の支院がある。

### 高等法院
日本では高等裁判所にあたる6か所の高等法院は、地方法院若しくは家庭法院が合議体で裁判をした事件、又は行政法院の裁判、及び地方法院において審理され、単独判事が裁判をした民事事件であって、争われた金額が5万ウォンを超えるものについて、上訴の裁判権を有する。高等法院への上訴は、3人の高等法院判事の合議体が審理する。高等法院は、ソウル特別市、釜山広域市、大邱広域市、大田広域市、及び光州広域市にある。これに加えて、光州高等法院の特別法廷が、済州地方法院内に設けられている。

### 大法院
日本では最高裁判所にあたる大法院は、「法院組織法」第4条2項に基づき、大法院長（日本の最高裁長官に相当）を含む14人の裁判官で構成されている。大法院には、司法行政事務を管掌する法院行政処が設置されており、全裁判官の人事と、司法府の行政を管轄している。現在は、第16代大法院長の金命洙（キム・ミョンス）が大法院を率いている。

#### 判事
大韓民国の判事は、大法院長によってその地位に指名され、実質的には大法官会議（大法官で構成される会議）の承認を受ける。判事には10年間の任期があり、その地位に再任されることがある。憲法は、判事は弾劾、有罪の宣告及び拘禁刑の言渡し、又は重大な精神若しくは身体の障害のためにその義務を果たし得ないときを除いて、免職されない旨を規定している。
指名の手続及び任期は、大法官又は憲法裁判所裁判官には適用されず、これらの判事は、独自の指名手続及び任期を有している。

## 市民権
大韓民国市民は、憲法第2章によっていくつかの権利を保障されている。これらの権利には、以下のものが含まれる（これらに限られるものではない。）。
- 言論、宗教、集会、及び出版の自由
- 投票、公職就任、及び請願の権利
- 二重の危険、非任意的労働、事後法、及び令状によらない住居の捜索からの保護
- 教育、勤労、結婚、及び健康の権利

同章において保障されている権利に加えて、2つの義務が大韓民国市民に課されている。租税を納める義務及び兵役の義務がそれである。これに加えて、第37条第2項は、「市民の自由及び権利は、国家の安全、法及び秩序の維持、又は公共の福祉のために必要があるときにのみ、法律によって制限され得る。」と規定している。
大韓民国において市民権に課される限界の一つが、国家保安法であり、これは「反政府活動」を制限するものである。特に、国家保安法は、反政府イデオロギー（特に共産主義）の助勢又は反政府組織への参加といった活動を犯罪としている。

## 刑事法
大韓民国における刑事法は、大部分が刑法典として法典化されている。刑法典は、まず1953年に制定され、その後小さな修正を経ている。刑法典に加えて、刑法典には見当たらない犯罪を創設するか、そうでなければ刑法典にも見当たる犯罪の刑罰を修正するべく、いくつかの「特別法」が制定されている。特別法の条項が刑法典と抵触するように見えるときは、通常は、特別法が優先する。

### 適正手続
憲法にも、刑法典にも、「事後法」及び適正手続違反を禁止する条項がある。これに加えて、憲法は、逮捕、勾留、捜索及び差押えについて、犯罪被疑者が「現行犯」で逮捕されるとき、又は十分に重大な犯罪の被疑者が逃亡し、若しくは証拠を隠滅する危険があるとき（これらの場合には、事後的令状が発せられる。）を除いては、司法官の令状を要求している。
これに加えて、いかなる犯罪被疑者も、自らの意思に反して自白するよう拷問され、あるいは強制されることはない。憲法も、犯罪により逮捕された者は、（その選任又は指定に係る）弁護人の援助が与えられ、その者に対する嫌疑及び弁護人を選任する権利が告知されなければならず、かつ裁判所に人身保護令状を求める申立権を有する旨を要求している。犯罪により逮捕された者は、家族又はその他の近親者に迅速にその理由、日時、及び勾留の場所を知らせる権利も有する。

### 大韓民国刑法典
大韓民国刑法典は372条からなり、4か章の総則条項及び42か章の個別条項からなる。

## 国際法及び条約
大韓民国が批准した条約は、憲法第6条が規定するとおり、国内法と同一の効力を有する。憲法は、条約を締結する権限を大統領に与え、国会は、大統領が締結した条約に同意する権限を有する。現在、大韓民国は、いくつかの国際協定及び国際組織の一員である。

## 財閥免罪特権批判
イギリスのフィナンシャル・タイムズは、「韓国の財閥経営陣は、困難の度に車いすに乗る」というタイトルで判決など決定的な瞬間になると病気を理由に懲役刑の危機を避ける財閥トップらの姿を紹介し、「韓国の裁判所は、財閥が裏で何をしても経営を続けられるよう支援することが国家の利益にかなう、と信じているようだ。しかし、国民に対して 公平な司法制度を整えることが、最大の国益に繋がるのではないか」と韓国の司法制度を強く批判した。